# Якутино (Ветлужский район)
Яку́тино — деревня в составе Крутцовского сельсовета Ветлужского района Нижегородской области.
Располагается на правом берегу реки Ветлуги.